# Alcoa Fujikura
Alcoa Fujikura este o companie producătoare de cabluri auto rezultată din asocierea companiei japoneze Fujikura și compania americană Alcoa.

## Alcoa Fujikura în România
Compania deține patru fabrici în România (două la Caransebeș, una în localitatea Nădab, județul Arad, și una la Beiuș, județul Bihor), în care lucrează 7.000 de oameni.
Inițial Alcoa Fujikura a demarat producția de sisteme electrice pentru automobile la Nădab în ianuarie 2002, iar în 2003 au început construcțiile la cea de-a doua fabrică, din Buchin, lângă Caransebeș.
În mai 2006 a demarat producța la fabrica din Beiuș, judetul Bihor, fabrica având o suprafață totală de 3.600 de metri pătrați.
Cifra de afaceri:
- 2007: 27,5 milioane euro[1]
- 2006: 22,2 milioane euro[3]
- 2005: 16,9 milioane euro[3]